# Drac de la Geltrú
El Drac de la Geltrú és un element del folkore popular de Vilanova i la Geltrú. Forma part de l'Agrupació de Bestiari Festiu i Popular de Catalunya.

## Història
Originalment aquest drac fou ideat per un parell de nens (Abel Masana i Enric Borràs) l'estiu del 1977, amb la idea de construir alguna "cosa" per jugar. El primer pensament va ser el d'un dofí, donada la simpatia d'aquest animal. Ajudats per pares, germans, tiets, el projecte va anar agafant cos. Salvador Masana i Mercadé, pare de l'Abel, imaginà un parell de cubs de diferent mida, un pel cos i altre pel cap, i l'hi encarrega la construcció al seu cosí fuster Xavier Masana. Així els dos vailets tindrien material per deixar volar la seva imaginació. I la cosa es va anar embolicant fins que es decideix canviar un dofí per un drac. I canviar un joc d'infants per tota una bèstia de foc. Un cop construït se l'havia de donar un nom. I va ser batejat amb el nom del carrer a on va néixer: carrer del Tigre. El drac es diria Tigre.
La primera aparició en públic la va fer el 22 de juliol de 1978. Va sortir de casa seva al carrer del Tigre per anar al carrer de Sant Joan, on hi havia l'avui desapareguda Pic Galeria. Allà hi havia una exposició de Salvador Masana i Mercadé sobre temàtica popular i tradicional. La sortida de l'exposició va ser testimoni dels primers coets en públic del Tigre. L'estrena oficial es faria per la sortida d'ofici de la Festa Major de la Geltrú el 15 d'agost del mateix any.
L'any 2003, coincidint amb el 25è aniversari del Tigre, es va crear una nova bestia per tal de mantenir l'original en bon estat. Aquest ja només surt per Corpus, Santa Gertrudis (festa major petita de la Geltrú), i per la festa major de la Geltrú. El nou drac te formes mes orgàniques, més volum i més punts de foc.

## Construcció
Podríem dir que la construcció del Drac de la Geltrú es basa fonamentalment en l'actual concepte de reciclatge,amb material que estava a l'abast de la família.
Es van encarregar poques coses. Una d'elles eren els ferros per a subjectar el coets,aportació desinteressada del mestre artesà de la Geltrú Amadeu Ferran,que també va crear les dents,el subjectador per les mans del portador,i dues petites peces que impedeixen que la cua toqui el terra quan el drac esta plantat.
Després de la tasca relativament senzilla de crear un esquelet amb lineas rectes va venir la mes complicada de donar formes corbes i volum.Això es va aconseguir mullant la fusta a la piscina del pati de la família Masana,i després donant-li la forma oportuna. Aquest procés va donar molta personalitat a la bestia,conjuntament amb el fet que es continuaven apreciant les lineas rectes. La construcció parteix dels dos cubs,un de 50x50x50 pel cos i un altre de 30x30x30 pel cap.
Per el cos es van fer servir uns llistons que tenien la particularitat de tenir una cara corbada i l'altre plana,cara aquesta que permetia fixar-los al cub. D'aquests llistons surten uns altres,de mitja canya,en direcció a la cua i que van a morir en una peça de fusta que els uneix i subjecta. Similar a una clau de volta de una catedral.
Aquesta peça també origina el començament de la cua,que podem diferenciar en dos parts: la primera va des de la peça fins a tocar l'esquena de la bestia. Es va fer igualment amb el procés de mullar i corbar la fusta. La segona es la part final de la cua que dibuixa una contra corba i acaba en punxa. Per aquest tram es va fer servir els cercles de dues cadires velles del taller de Salvador Masana i Mercadé al Castell de la Geltrú. La punta de la cua es va fer amb un retall de contraplacat en forma de triangle inserit al final.
Les crestes es van aconseguir obrint curosament retalls de cartró,empastant-los i agregant-los al llarg de la cua.
La cua del Drac de la Geltrú és un dels elements diferenciadors respecte d'altres dracs del país per la seva forma en essa. La majoria la tenen cargolada sobre ella mateixa.
El cap també va donar molta feina,ja que podria esdevenir un punt feble de l'estructura. La llargada del coll devia guardar una proporció amb la cua.I es volia que el cap quedes per sobre de l'alçada de la cua. El coll està format per quatre llistons que uneixen els dos cubs,i reforçats amb claus,cinta adhesiva,un travesser a la zona d'unió entre els llistons del coll i el cap,i un bosc de petits llistonets que donen més consistencia i permeten l'adhesió de les saques que seria la pell del drac. La boca es va dissenyar amb uns petits llistons en forma de V, a on estan collades les dents. Les escates del cap i del coll tornen a ser de cartró obert i estan adherides a la saca. El nas,els ulls,i un bony que s'aprecia entre les dues banyes (batejat per germans Abel i Salvador Masana com el punt de bogeria)estan fets amb pasta de paper.
Les ales es van collar sobre els llistons superiors del cub central.
L'esquelet del drac es va revestir principalment de tela de sac,degudament empastada. Aquestes saques van ser proveïdes per Ramón Soler Hilari, que entraria al drac des del primer dia per ser veí del carrer i per parentiu. Damunt la tela s'aplicà una capa de guix-escaiola. Es va aprofitar aquesta operació per marcar algunes escates a l'esquena,que després es pintarien. En alguns llocs també es va fer servir roba vella de l'avia, Teresa Mercadé.
Quant a la pintura es va donar primer una capa blanca per anivellar petites imperfeccions. I després una de negre per donar un to homogeni al fons. A sobre van venir els blaus,representant la Mediterrània, els verds la natura,els vermells el foc,i el negre la terra més fèrtil. Per acabar, una capa de vernís.

## Restauracions
Malgrat que amb el temps s'havien anat fent manteniments parcials i provisionals, (per exemple,bona part de la cua ja havia estat treballada amb fibra de vidre),es en els primers mesos de l'any 2003,any del seu 25è aniversari,que es decideix abordar una restauració a fons.I mes sabent que des de l'any 2000 s'havia plantejat i aprovat la construcció d'un nou drac.
Sota la batuta d'Abel Masana van treballar Jordi Cosp,Gerard Suñe,Xavier Mestres i Heribert Masana durant uns mesos,traient capes de vernís i pintura,eliminant el guix-escaiola, i arribant finalment a la primitiva tela de sac que recobria el cos del drac.
Un cop fet això el drac torna a prendre forma amb diversos materials. Primer un revestiment de cola blanca sintètica. Es reforcen alguns punts amb massilla de polièster. Després es pinta una capa segelladora blanca,i una nova capa de pintura plàstica negra. I a sobre els seus colors predominants.
El 9 d'agost del 2003 s'estrenà el nou drac,i a partir de llavors el tigre sortiria molt menys i es conservaria millor.

## Banda sonora
Aprofitant els actes del 5è aniversari del Drac es va estrenar oficialment la colla de tabalers,el maig del 1983.
Però els orígens provenen d'un tabal de pell que tocaven els Manaies de la Geltrú,una formació que representava soldats romans en les processons de setmana santa. Els assajos es feien als baixos del Castell de la Geltrú,del qual tenia cura Anton Masana i Campanera,pare den Salvador Masana. Al deixar de celebrar-se processons, al principi dels anys 70, l'antic tabal dels Manaies va anar a parar a casa de la família Masana,al carrer del Tigre,com a element expositiu de la pinacoteca familiar.
Per l'estrena del Drac es va necessitar un acompanyament musical,pel que es va tornar a prendre el vell tabal i repintar-lo. Així el Drac de la Geltrú ha anat sempre ambientat amb el so del tabal,des del seu inici. L'any 1981 el vell tabal era acompanyat per un timbal petit,el que feia preveure que allò dels timbals aniria a més. L'any 1982 es van incorporar un parell de caixes. L'any 1983,arran de la sortida a Palma es van estrenar tabals nous i es deixaria de tocar el vell tabal de pell. Després d'aquell any es van incorporar gradualment dues o tres caixes,un bombo,i cada cop mes timbals,el que va provocar que la majoria dels nous membres ja es compressin el seu propi tabal en propietat. Això va permetre que amb el pas del temps el grup tingues una sonoritat pròpia i singular,guanyant en agressivitat,contundència i trepidació. Degut als assajos que es feien de forma regular el grup va anar agafant solidesa,fet que els ha portat en diverses ocasions a actuar sense el drac.
El vestuari dels tabalers era el mateix que els del dracaires. Samarreta taronja, pantalons texans pintats,espardenyes de vetes negres,amb barret i mocadors opcionals. L'any 2000 s'estrenen unes casaques dissenyades en exclusiva per als tabalers.

## Indumentària i Pirotècnia[calcitació]
La primera sortida es va fer amb una samarreta de color taronja,amb la inscripció "Drac de la Geltrú",pantalons texans pintats i espardenyes de vetes negres,així com una faixa. Aquestes últimes triades expressament per fer notar la catalanitat del drac.
Quant a la protecció del cap es va anar diguem mes o menys cadascú a la seva,fins que es va adquirir una partida de color blau cel,que amb el temps es va exhaurir,i es va optar per canviar a blau marí.
Amb motiu del 15e aniversari del drac,el 24 d'abril de 1993 es van estrenar les casaques,pintades amb motius similars als dels texans.
Més tard es van començar a fer sortides que no eren d'estiu,per el que es va fer una nova edició de samarretes de màniga llarga,aquestes de color blau marí,en les que es va incloure per primer cop el logotip del drac.
Quant a la pirotècnia en un principi el drac només tenia tres punts de foc,a la zona de la boca.Després,a mesura que anava fent sortides es va donar un altre punt de foc a la cua,que era doble. El drac ha fet servir diversos coets al llarg de la seva història,així com diferents maneres d'encendre'ls. Però un fet que es manté intacte es el transport de la pirotècnia,que es fa en sarrons o bosses repartides entre els seus membres,a diferència de moltes colles que porten el seu material en un carretó de manera conjunta.Aquesta qüestió es va arribar a debatre,però es va optar per continuar amb les bosses. El carretó pot donar sensació de seguretat,però si cau una espurna dins el perill es gran. Les primeres enceses es feren amb encenedors dels que es continuen fent servir avui per encendre cigarretes,o be amb les mateixes cigarretes o cigars. Després es va adoptar una tira de corda de metxa.Normalment s'encenien carretilles, però si es volia fer una encesa de lluïment es posaven francesos i sortidors i el conjunt s'encenia amb una maça que al'extrem porta una tenalla a on es posa una carretilla sense tro,les espurnes de la qual encén molt ràpidament tot el conjunt.En determinades circumstancies també es fan servir bengales d'incendis de colors,que no tenen ni espurnes ni tro,sortidors de titani (que fa espurnes estrellades i de color daurat),i bengales robí,de color vermell.